# Corybas calophyllus
Corybas calophyllus är en orkidéart som först beskrevs av Rudolf Schlechter, och fick sitt nu gällande namn av Rudolf Schlechter. Corybas calophyllus ingår i släktet Corybas, och familjen orkidéer.

## Underarter
Arten delas in i följande underarter:
- C. c. calophyllus
- C. c. sepalinus